# Crassinella skoglundae
Crassinella skoglundae is een tweekleppigensoort uit de familie van de Crassatellidae. De wetenschappelijke naam van de soort is voor het eerst geldig gepubliceerd in 1979 door Coan.